# Красногорский (Кемеровская область)
Красного́рский — посёлок (с 1956 по 2004 год — рабочий посёлок) в Полысаевском городском округе Кемеровской области (Россия).

## География
Посёлок расположен в 5 км от железнодорожной станции Проектная.

## История
Указом Президиума Верховного Совета РСФСР от 28 сентября 1956 года посёлок Красная Горка (объединенный с поселком Мереть) Беловского района Кемеровской области отнесены к категории рабочих поселков с присвоением ему наименования — рабочий посёлок Красногорский.
С 2004 года Красногорский — сельский населённый пункт.

## Население
| 1959 | 1970  | 1979  | 1989  | 2002  | 2010  |
| ---- | ----- | ----- | ----- | ----- | ----- |
| 7881 | ↘5015 | ↘3595 | ↗3940 | ↘3070 | ↘2965 |